# ¿Chao Iva cómo estás?
¿Chao Iva cómo estás? pubblicato nel 1974 è della cantante italiana Iva Zanicchi
È il 1º album in spagnolo prodotto esclusivamente per il mercato ispanico e latino, nel quale la cantante incide dei suoi successi in lingua spagnola.
(Iva Zanicchi, La orilla blanca, la orilla negra)

## Tracce
1. Chao, cara, cómo estás (Ciao cara come stai?) - 3:50 - (Dinaro - Daiano - Janne - Malgioglio - Nemo - (Don Angelo)
2. Será mañana (Sarà domani) - 3:35 - (Kusik - Theodorakis - Adap. Esp. J. Gonzà lez)
3. El arca de Noé (L'arca di Noè) - 3:33 - (Endrigo - Bardotti - Ben Molar)
4. No te olvides de mí (Non scordarti di me) - 3:05 - (Tuminelli - Leoni)
5. Coraje y miedo (Coraggio o paura) - 4:02 - (C. Castellari - G. Castellari - Di Lorenzo - Don Angelo)
6. La orilla blanca, la orilla negra (La riva bianca, la riva nera) - 3:40 - (Testa - Sciorilli - Carmo - Figueroa)
7. La noche del adiós (La notte dell'addio) - 3:58 - (Testa - Diverio - Pacho)
8. No obstante ella (Nonostante lei) - 3:22 - (Mogol - Testa - Renis - Di Lorenzo - Perceo)
9. Yo te daría mas (Io ti darò di più) - (Testa - Remigi - C. Mapel)
10. Un río amargo (Un fiume amaro) - (Cristodoulou - Theodorakis - M. Andreu)

## Stampe estere
| Anno di pubblicazione | Paese     | Titolo                  | Etichetta                |
| --------------------- | --------- | ----------------------- | ------------------------ |
| 1978                  | Argentina | ¿Chao Iva còmo estas?   | RI-FI/Micsa - SEL 70.000 |
| 1978                  | Uruguay   | ¿Chao Iva còmo estas?   | Variety - 77004          |
| 1979                  | Venezuela | Iva Zanicchi En Español | Orbe – OR 4481           |
| 197?                  | Colombia  | Iva Zanicchi            | RI–FI - ECI-304          |